# بونمئی
بونمئی (به ژاپنی: 文明 Bunmei) نام یک عصر تاریخی ژاپنی بود. این عصر بعد از اونین و قبل از چوکئو قرار داشت و از آوریل ۱۴۶۹ تا ژوئیه ۱۴۸۷ میلادی به طول انجامید. در طی این عصر امپراتور گو-تسوتشیمیکادو امپراتور ژاپن بود.